# Almost Alice
Almost Alice là album tuyển tập các bài hát được lấy cảm hứng từ phim Alice ở Xứ Sở Thần Tiên. Album gồm các bài hát của nhiều nghệ sĩ khác nhau. Album được phát hành vào ngày 2 tháng 3 năm 2010. Trong số đó có single "Alice" của Avril Lavigne được phát lần đầu vào ngày 27 tháng 1 năm 2010 trên chương trình radio của Ryan Seacrest., single "Tea Party" của Kerli được phát hành vào ngày 2 tháng 3 năm 2010.

## Danh sách track
| STT | Nhan đề                      | Nghệ sĩ                         | Thời lượng |
| --- | ---------------------------- | ------------------------------- | ---------- |
| 1.  | "Alice"                      | Avril Lavigne                   | 3:35       |
| 2.  | "The Poison"                 | The All-American Rejects        | 3:53       |
| 3.  | "The Technicolor Phase"      | Owl City                        | 4:27       |
| 4.  | "Her Name Is Alice"          | Shinedown                       | 3:38       |
| 5.  | "Painting Flowers"           | All Time Low                    | 3:25       |
| 6.  | "Where's My Angel"           | Metro Station                   | 3:39       |
| 7.  | "Strange"                    | Tokio Hotel và Kerli            | 3:51       |
| 8.  | "Follow Me Down"             | 3OH!3 với Neon Hitch            | 3:23       |
| 9.  | "Very Good Advice"           | Robert Smith                    | 2:58       |
| 10. | "In Transit"                 | Mark Hoppus với Pete Wentz      | 4:02       |
| 11. | "Welcome to Mystery"         | Plain White T's                 | 4:28       |
| 12. | "Tea Party"                  | Kerli                           | 3:29       |
| 13. | "The Lobster Quadrille"      | Franz Ferdinand                 | 2:08       |
| 14. | "Always Running Out of Time" | Motion City Soundtrack          | 3:00       |
| 15. | "Fell Down a Hole"           | Wolfmother                      | 5:04       |
| 16. | "White Rabbit"               | Grace Potter and the Nocturnals | 3:21       |

| Các bài hát tặng kèm trên Hot Topic | Các bài hát tặng kèm trên Hot Topic | Các bài hát tặng kèm trên Hot Topic | Các bài hát tặng kèm trên Hot Topic |
| STT                                 | Nhan đề                             | Nghệ sĩ                             | Thời lượng                          |
| ----------------------------------- | ----------------------------------- | ----------------------------------- | ----------------------------------- |
| 17.                                 | "Sea What We Seas"                  | Never Shout Never                   | 3:10                                |
| 18.                                 | "Topsy Turvy"                       | Family Force 5                      | 3:25                                |
| 19.                                 | "Extreme"                           | Valora                              | 3:47                                |

| Các bài hát tặng kèm trên iTunes | Các bài hát tặng kèm trên iTunes | Các bài hát tặng kèm trên iTunes | Các bài hát tặng kèm trên iTunes |
| STT                              | Nhan đề                          | Nghệ sĩ                          | Thời lượng                       |
| -------------------------------- | -------------------------------- | -------------------------------- | -------------------------------- |
| 17.                              | "You Are Old, Father William"    | They Might Be Giants             | 2:32                             |
| 18.                              | "Alice's Theme"                  | Danny Elfman                     | 5:08                             |

## Xếp hạng
| Bảng xếp hạng (2010)              | Vị trí |
| --------------------------------- | ------ |
| Australian Albums Chart           | 32     |
| Canadian Albums Chart             | 5      |
| Mexican Albums Chart              | 20     |
| U.S. Billboard 200                | 5      |
| U.S. Billboard Top Rock Albums    | 1      |
| U.S. Billboard Alternative Albums | 1      |
| U.S. Billboard Top Soundtracks    | 1      |